# Tarwestengelgalmug
De tarwestengelgalmug (Haplodiplosis marginata) is een muggensoort uit de familie van de galmuggen (Cecidomyiidae). De wetenschappelijke naam van de soort is voor het eerst geldig gepubliceerd in 1840 door von Roser.